# Şeyh Hamdullah
Şeyh Hamdullah, osm. لشيخ حمد الله (ur. 1436 w Amasyi, zm. 1520 w Stambule) – najbardziej wpływowy kaligraf okresu osmańskiego.

## Życiorys
Był synem Mustafy Dede, şeyha tarikatu suhrawardijja z Buchary. To ten suficki rodowód (silsila) dawał mu prawo do używania tytułu şeyh. Jego nauczycielem był Hayreddin Maraşî (zm. 1471), którego kaligraficzny rodowód miał sięgać słynnego Jakuta al-Mustasimiego (zm. 1298). Przyszły sułtan Bajazyd II (1481–1512) był namiestnikiem Amasyi i pobierał lekcje kaligrafii u Hamdullaha. Po objęciu tronu Bajazyd zabrał swojego nauczyciela do sułtańskiego pałacu, gdzie przydzielił mu pracownię. Szacunek sułtana do Hamdullaha podobno był tak wielki, iż miał mu osobiście trzymać kałamarz podczas pracy. Na początku panowania Selima I (1512–1520) Hamdullah na skutek politycznych intryg musiał opuścić Stambuł i znalazł schronienie w Alemdağ na Cyprze. Zmarł krótko po powrocie do stolicy na początku panowania Sulejmana (1520–1566) i został pochowany w Üsküdar.

## Styl
Wczesny styl Hamdullaha naśladował styl Jakuta i Abdollaha Sajrafiego (zm. po 1345/46). Adoptował on sześć klasycznych duktów Jakuta i z biegiem czasu rozwinął własny styl. Udoskonalił także dukt divanî używany w osmańskich kancelariach przy sporządzaniu oficjalnych dokumentów. Spośród wszystkich rodzajów pisma jakich używał Hamdullah największy wpływ miał jego nesih (zobacz ilustrację nr 1 oraz nr 3 do 6). Był on zwarty i zgrabny, litery były pochylone lekko w lewo i pisane za pomocą płynnych pociągnięć podkreślających długie, zamaszyste ogonki litery nun, czy długie sin basmali. Płynność jego pisma była czasem podkreślana za pomocą niezgodnych z zasadami połączeń niektórych liter. Ten nesih miał posłużyć Hamdullahowi do skopiowania niemal pięćdziesięciu egzemplarzy Koranu, spośród których szczególnie wyróżniają się ocalałe rękopisy sporządzone dla Bajazyda, takie jak Koran z 1495/1496 (Biblioteka Pałacu Topkapı, E.H. 72) czy z 1503/1504 (Topkapı, A. 5) (ilustracja nr 1). Obok wspaniałej kaligrafii mają one także bogatą iluminację. Oprócz tego Hamdullah sporządził setki pojedynczych plansz z tekstami religijnymi i modlitwami, często w stylu gulnar, polegającym na zapisywaniu wydatnych liter obrysowanych konturem i wpisywaniem w ich wnętrzu linii tekstu w innym dukcie mniejszymi literami. Występują na nich także małe rysunki i kompozycje marmurkowe ebrü, wszystko w nakreślonej ramce (zobacz ilustracje nr 3 do 6). Na tych planszach linia większego duktu (np. muhakkak lub reyhânî) jest zestawiana z kilkoma liniami w dukcie mniejszym. Aby nadać swojemu pismu odpowiedni rytm, Hamdullah wydłużał i powiększał części liter, które rozciągał tak, by objęły kolejny wyraz lub rozetę.

## Wpływ
Pojawienie się Hamdullaha było przełomowym momentem w historii tureckiej kaligrafii. Przez poprzednie dwa stulecia, od czasów powstania Sułtanatu Rumu, styl kaligrafii praktykowanej w Anatolii był całkowicie zależny od ewolucji zachodzącej poza jej granicami, szczególnie w Iranie. Teraz uzyskała ona własny, odrębny charakter. Hamdullah stał się najważniejszym spośród słynnych „siedmiu skrybów Anatolii”, którzy mieli tworzyć w jego czasach, i uznano go za ojca osmańskich kaligrafów, od którego miała się rozpoczynać ich genealogia (silsila). Co więcej, kaligrafia stała się tradycyjnym zajęciem członków rodu Osmanów, którzy w ten sposób kontynuowali tradycje Timurydów i Turkmenów (Kara Kojunlu i Ak Kojunlu). Hamdullah miał wielu uczniów, z których bez wątpienia najwybitniejszym był Ahmed Karahisari (zm. 1556), próbujący pchnąć osmańską kaligrafię w nieco innym kierunku niż jego mistrz. Po jego śmierci nastąpił jednak nawrót do stylu Hamdullaha, który w drugiej połowie XVII wieku został udoskonalony i wysubtelniony przez Hafiza Osmana. To dlatego uznaje się, iż „Hamdullah był najbardziej wpływowym kaligrafem całego okresu osmańskiego”.

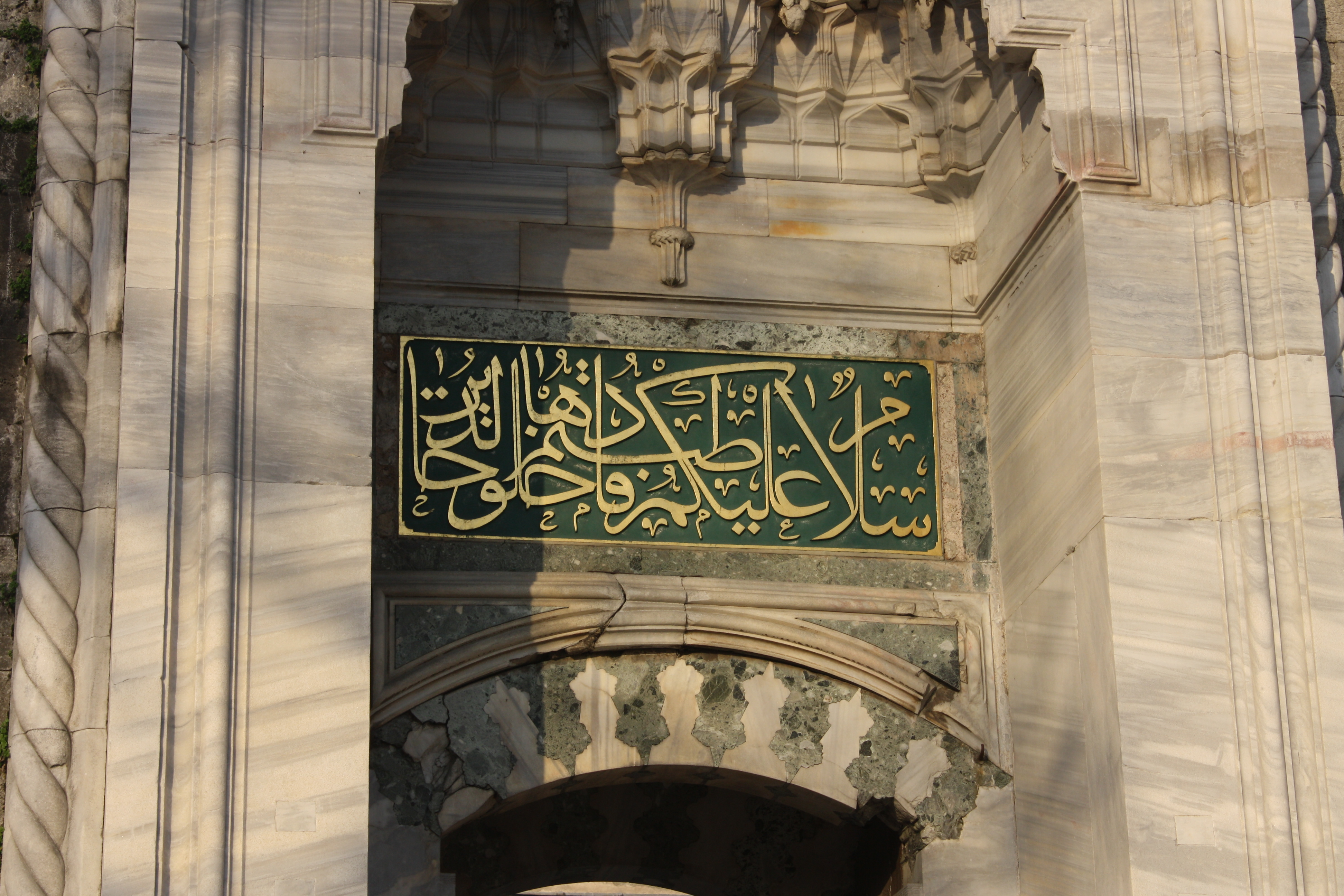
2. Wejście do Meczetu Bajazyda II z kaligrafią zaprojektowaną przez Şeyha Hamdullaha
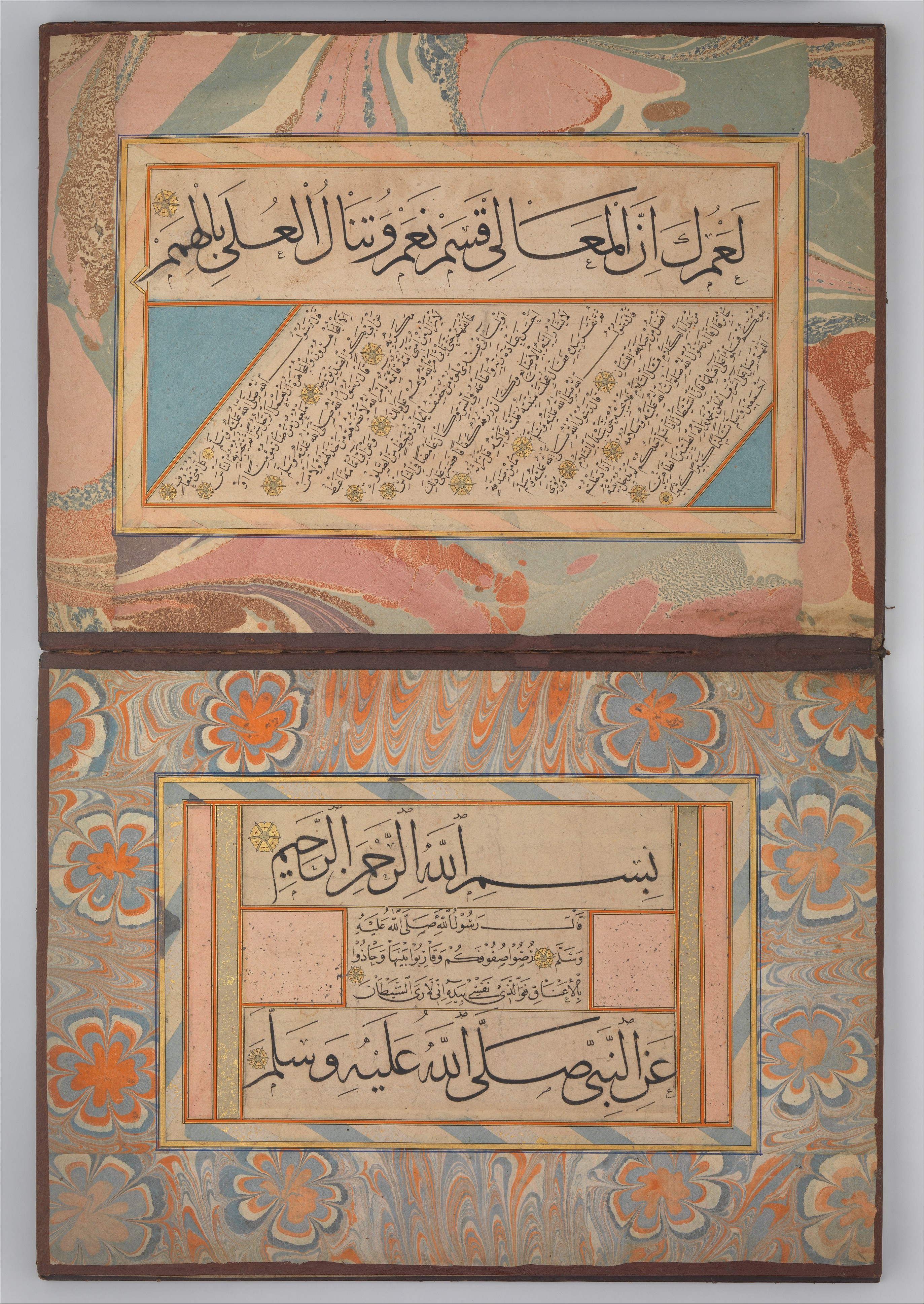
3. Otwarty album z przykładami kaligrafii Şeyha Hamdullaha. Metropolitan Museum of Art
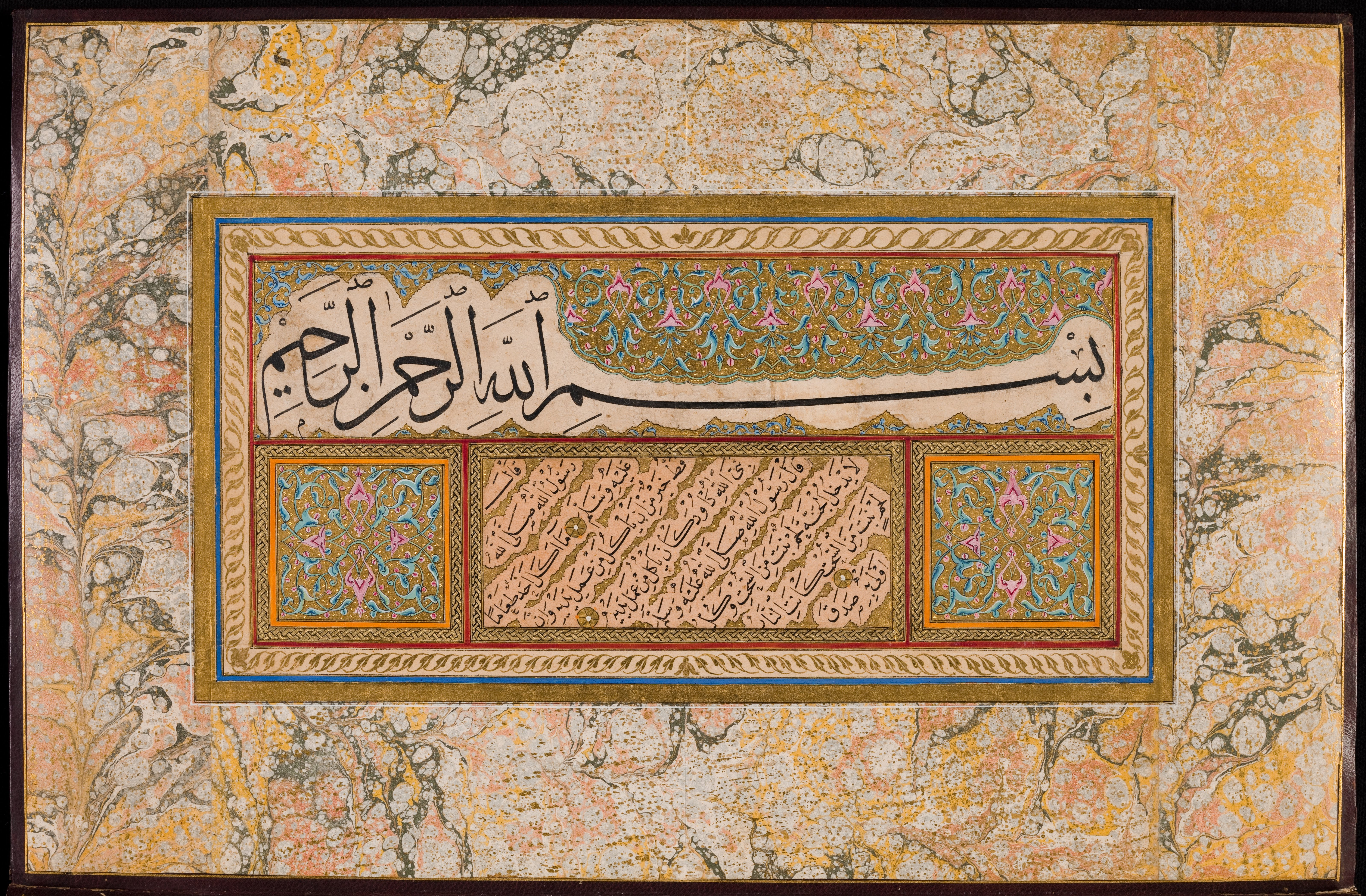
4. Listek albumowy. Chester Beatty Library
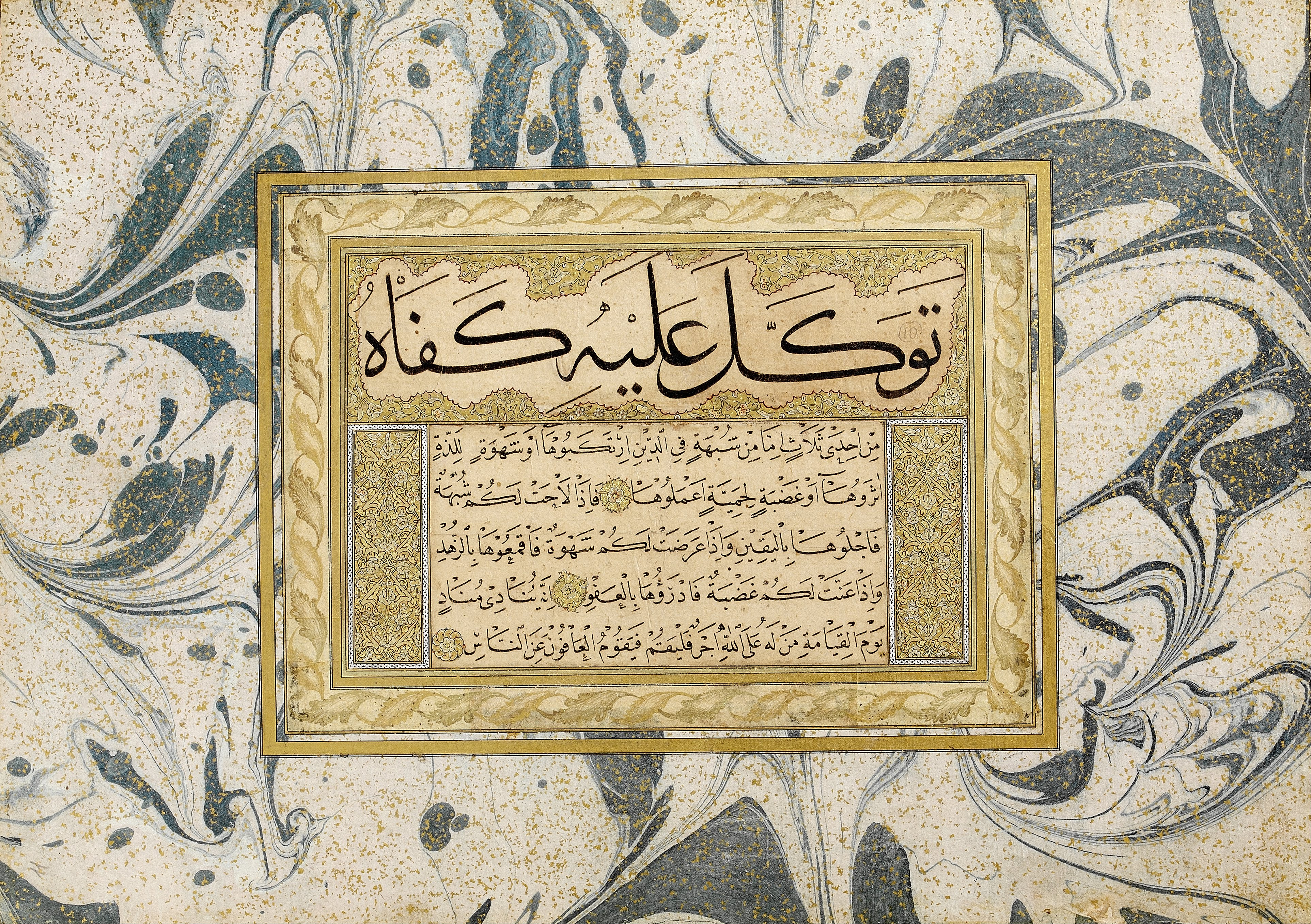
5. Listek albumowy. Kaligrafia przypisywana Şeyhowi Hamdullahowi. Muzeum Sakıpa Sabancıego
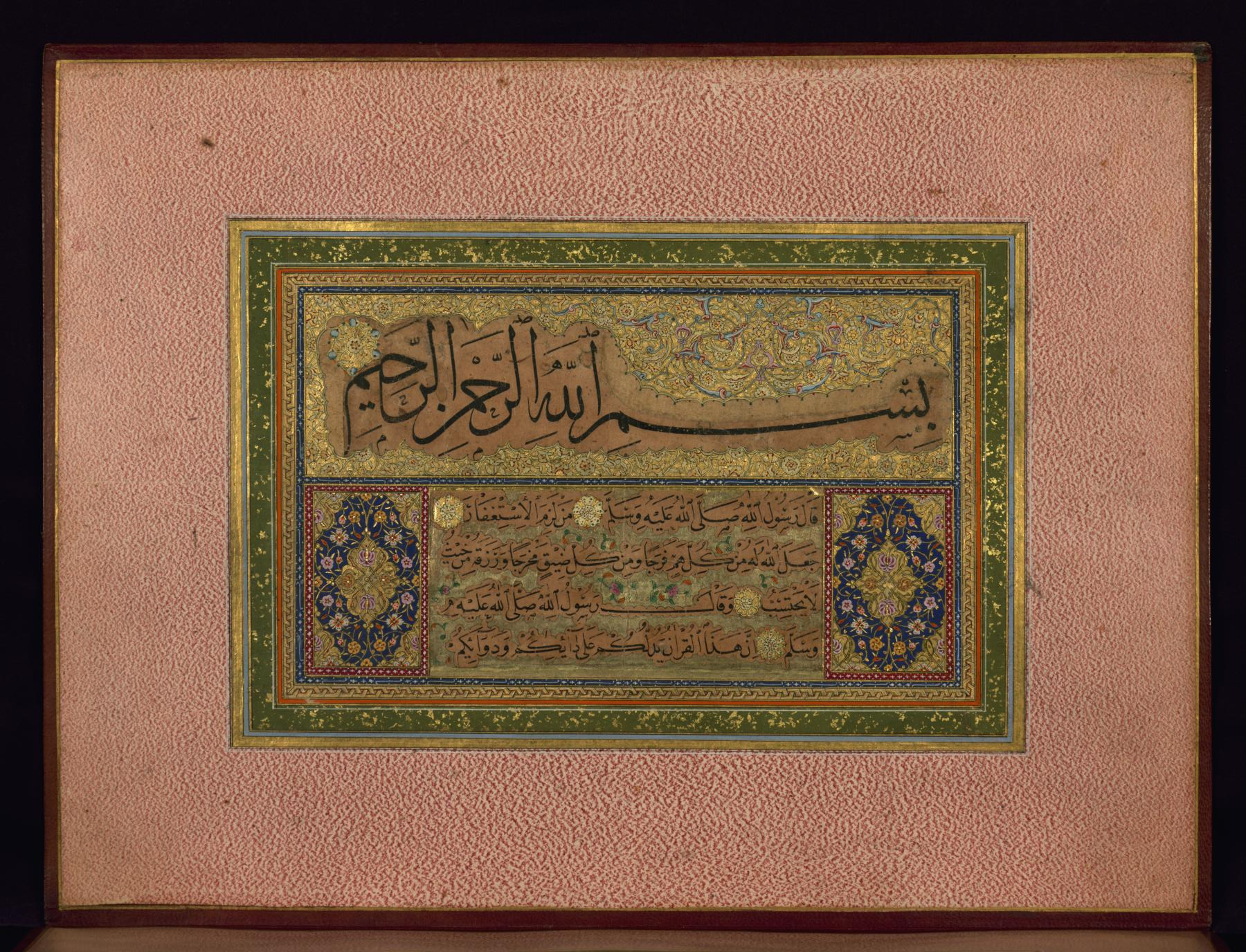
6. Listek albumowy z hadisami Proroka. Walters Art Museum